# Engli
Der Engli järv ist ein Binnensee in Estland und befindet sich im Kreis Võru nahe der russischen Grenze. Er ist 380 Meter lang und 290 Meter breit und hat dabei eine Fläche von 7,7 Hektar. Der nächste größere Ort ist auf der estnischen Seite Meremäe; auf der russischen Seite liegt der Weiler Rassolowo.